# Awa Bathily
Awa Bathily, née le 26 mars 1973 à Dakar, est une judokate sénégalaise. 

## Carrière
Awa Bathily est médaillée de bronze dans la catégorie des moins de 72 kg aux Championnats d'Afrique de judo 1990 à Alger.